# Lazurne, Melitopol
Lazurne (în ucraineană Лазурне) este un sat în comuna Poleanivka din raionul Melitopol, regiunea Zaporijjea, Ucraina.

## Demografie
Componența lingvistică a localității Lazurne
     Rusă (82,11%)
     Ucraineană (17,48%)
Conform recensământului din 2001, majoritatea populației localității Lazurne era vorbitoare de rusă (82,11%), existând în minoritate și vorbitori de ucraineană (17,48%).